# Репнина, Елена Михайловна
Елена Михайловна Шуйская, урождённая княжна Репнина-Оболенская (до 1564/1565 года (?) — 1592) — первая жена будущего царя Василия Шуйского, возможно, скончавшаяся до его вступления на престол. Брак был бездетен и, предположительно, закончился разводом.

## Биография

### Семья

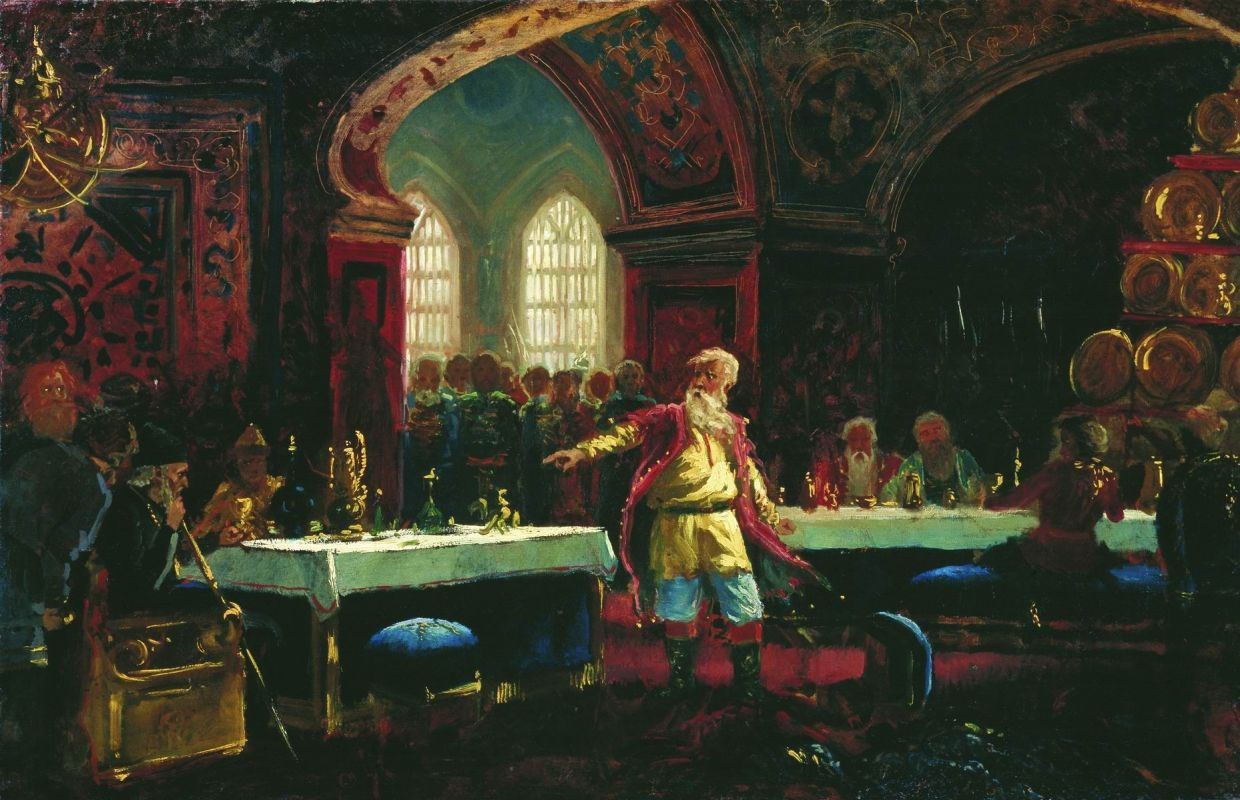
К. Е. Маковский. «Князь Михаил Репин на пиру у Ивана Грозного» (перед своим убийством). 1880-е

Относительно её происхождения биограф царя В. Н. Козляков пишет: «обычно жену князя Василия Шуйского считают дочерью известного боярина князя Михаила Петровича Репнина, казненного († 1564)» Иваном Грозным и княгини Марии, неизвестной по происхождению.
По мнению Козлякова, дополнительным аргументом этого отцовства является история села Верховляны Коломенского уезда — Василий Шуйский владел половиной этого села (по меньшей мере, до 1610), а другой половиной владела княгиня Марья Репнина, вдова этого боярина; то есть Василий мог получить это имение в приданое за женой.
Другая дочь Михаила Петровича звалась Анной Михайловной, эта девица упомянута вместе с матерью, как владелицы вотчин: 1/2 села Верховляны, деревень Посыкино, Левонтьево и Лопаково в Коломенском уезде (1578).

#### Брак
Время заключения брака неизвестно. В конце 1570-х годов Елена уже была женой князя Василия Ивановича Шуйского, который в это время служил рындой в свите царя Ивана Грозного.
Будучи свахой «у Государя», Елена присутствовала вместе с мужем 6 сентября 1580 года на свадьбе Ивана Грозного и Марии Фёдоровны Нагой.
Возраст её можно вычислить, исходя из того, что вряд ли она была его старше мужа, а скорей всего младше; приняв последнее, при этом следует помнить, что она должна была родиться до смерти своего отца. То есть, ей было примерно от 16 до 28 лет (дата рождения ≈ от 1552 до 1564/1565).
Почему Шуйский женился на сироте Репниной — непонятно. Козляков считает, что «брачный союз с дочерью казненного боярина выглядит нелогичным, особенно если учесть, что другой брат — князь Дмитрий Иванович — был женат на дочери Малюты Скуратова. Возможно, сказывались какие-то давние связи князей Шуйских и Оболенских, служивших вместе псковскими наместниками, но это не более чем предположение».
Выбор невесты, впрочем, иногда был выгоден Шуйскому с точки зрения родственных связей. Например, когда «опала, постигшая Шуйских и их единомышленников за челобитную царю о разводе с Ириной, коснулась и Василия, но незначительность ли его роли в интриге его родни против царского шурина, влияние ли родственных связей (женитьбой на княжне Репниной он породнился с Романовским кружком, тогда ещё близким к Годунову, а по жене брата своего Димитрия был в свойстве с ним), или и то и другое вместе были причиной того, что Василий был скоро возвращен в Москву».

### Жизнь и смерть
Обстоятельства её дальнейший жизни неизвестны. Козляков пишет: «Неизвестно также, сколько времени был женат князь Василий Иванович Шуйский на княжне Елене Михайловне Репниной-Оболенской и почему их брак прекратился».
«Детей от этого брака у князя Василия Ивановича не было, и это дало основание исследователям для предположений о разводе. Отсутствие упоминаний о вкладах Василия Шуйского по своей первой жене в Новодевичий и Троице-Сергиев монастыри (где есть вклады по другим княгиням из рода Шуйских) тоже очень показательно», считает Козляков.
Датой смерти Елены современные справочники (не называя источник информации) указывают 1592 год.
Место погребения Елены Михайловны неизвестно.
Во время царствования Бориса Годунова (1598—1605 годы) Шуйский уже не имел жены: это известно по запрету, наложенному на него Годуновым. Как писал Карамзин, «он запретил Князьям Мстиславскому и Василию Шуйскому жениться, думая, что их дети, по древней знатности своего рода, могли бы также состязаться с его сыном о престоле». В 1605 году Жак Маржерет в «Записках о Московии» упомянул помолвку Шуйского, вернувшегося из ссылки, со второй женой, не называя её имени (Марией Петровной Буйносовой-Ростовской).
После «исчезновения» Елены Шуйский долго оставался холостяком. Второй раз Василий женился уже будучи царем, и его второй женой в 1608 году стала Буйносова-Ростовская, Мария Петровна, родившая ему двух дочерей. Спустя два года после свадьбы Шуйский был свергнут и супруги были пострижены, причём царица получила в иночестве имя «Елена» — став тезкой своей покойной предшественницы.

## Критика
Путаницу об отце вносит описание в свадебном разряде: около 6 сентября 1580 Василий Шуйский и его жена Елена были гостями на свадьбе Ивана Грозного с последней «женой» — Марией Нагой (причём Василий был дружкой, а Елена — свахой). В тексте «князь Василья Ивановича Шуйсково княиня Олена», бывшая «свахой у государя», названа дочерью князя Михаила Андреевича Репнина.

свахи у государя: князь Василья Ивановича Шуйсково княиня Олена, дочь князя Михаила Ондреевича Репнина, да Понкратьева жена Яковлевича Салтыкова Василиса Петрова дочь Клешнина;
— Разрядная книга
Но, как отмечает Козляков, Михаила Репнина с отчеством «Андреевич» не существовало: «по родословным росписям у князя Андрея Васильевича Репнина известен только один сын Александр, который был примерно одного возраста с князем Василием Шуйским. Очевидно, в свадебный разряд [относительно отчества „Петрович/Андреевич“] вкралась ошибка)».
Лев и Наталья Пушкаревы предполагают, что женитьба Шуйского могла произойти (около 1584) и именно она стала причиной его возвращения из опалы (1582—1583) и получения чина боярина, однако это не согласуется с упоминанием пары на свадьбе Марии Нагой (1580).
Ещё раньше сдвигает дату предположительного развода английский посол Джильс Флетчер, побывавший в Русском государстве в 1589 году, который упомянул (может, и ошибаясь), что все четыре брата князья Шуйские «молодые люди и холостые».